# 南开管理评论
《南开管理评论》，前身是创刊于1992年的《国际经贸研究》，1998年更名为《南开管理评论》，是国家教育部主管、南开大学商学院主办的大型管理类学术理论刊物，现任主编为南开大学商学院院长白长虹教授。